# Боуї (гаряча точка)

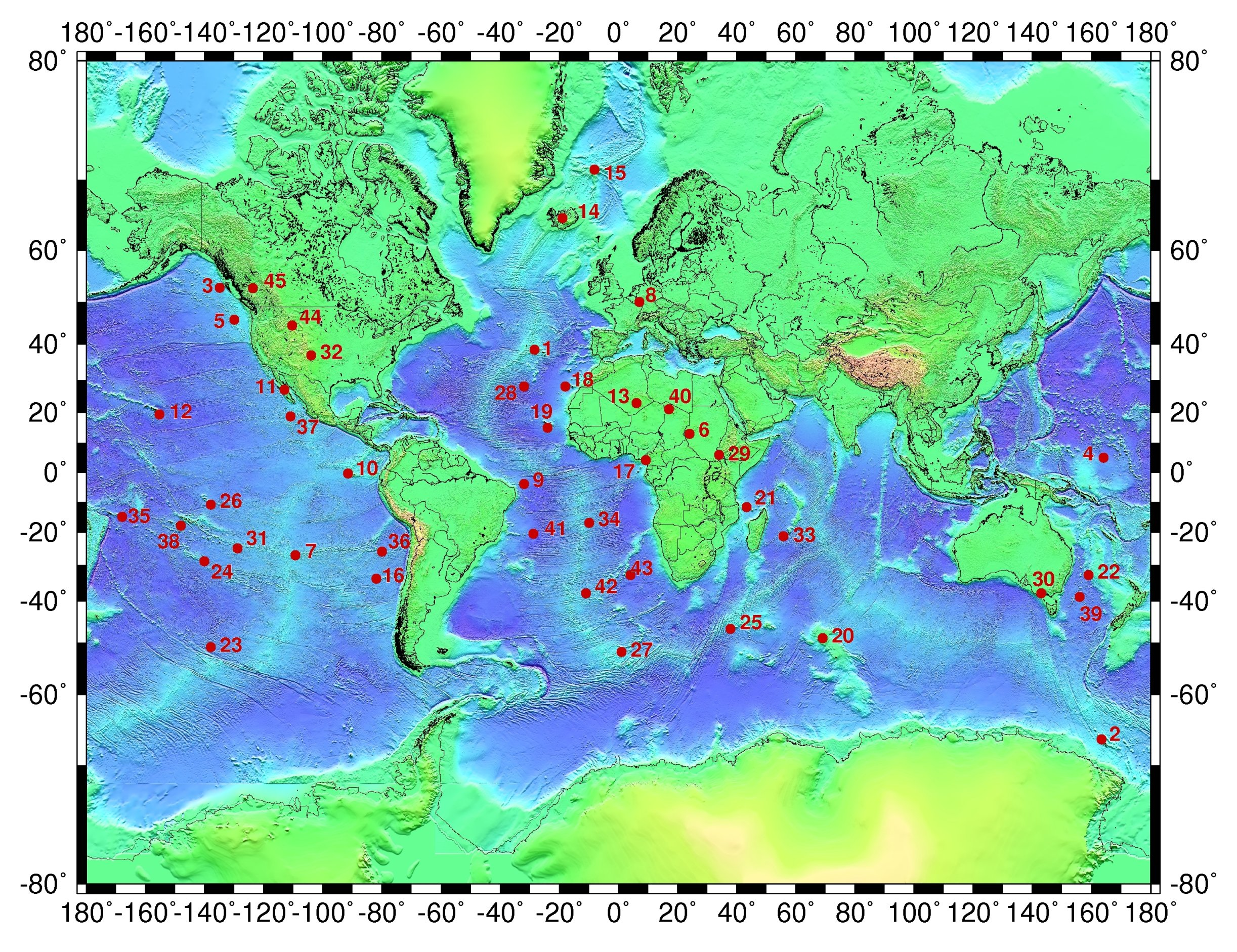
Гаряча точка Боуї позначена на карті цифрою 3

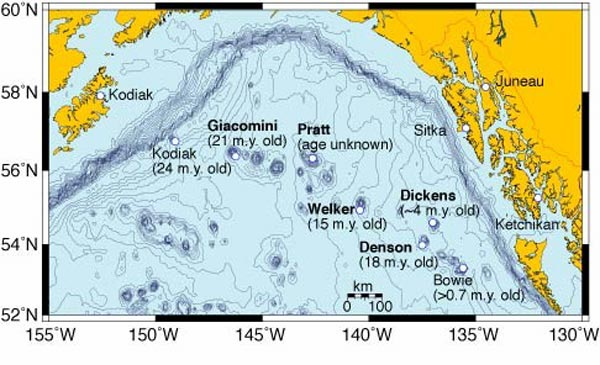
Протягом мільйонів років Тихоокеанська плита переміщувалася над гарячою точкою Боуї, утворивши ряд Кадьяцьких підводних гір в Аляскинській затоці

Гаряча точка Боуї (англ. Bowie hotspot) — вулканічна гаряча точка, розташована за 180 кілометрів на захід від островів Хайда-Гваї у Тихому океані, біля узбережжя Канади. Вона відповідальна за виникнення ланцюга підводних гір Кадьяк і отримала свою назву від підводного вулкана Боуї, який є наймолодшим вулканом в хребті.
Майже вся магма, створена гарячою точкою Боуї, має базальтовий склад, тому вулкани Кадьяцького хребта майже повністю складаються з цієї магматичної породи. Виверження з гарячої точки Боуї є ефузивними, оскільки базальтова магма відносно текуча порівняно з магмами, які зазвичай беруть участь у вибухових виверженнях, зокрема в порівнянні з андезитовими магмами, які спричиняють деякі з вражаючих і небезпечних вивержень навколо окраїн Тихого океану.
Наукові дослідження показали, що гаряча точка Боуї має ширину від 100 до 150 км і лежить на слабкому, відносно глибокому мантійному плюмі.
Виверження, пов'язані з гарячою точкою Боуї, залишили прямий ряд підводних гір, що простягаються у північній частині Тихого океану та відомі як підводні гори Кадьяк. Найстарішим вулканом у хребті є підводна гора Кадьяк, вік якої оцінюється у 24 мільйони років, а наймолодшим вулканом — спляча або згасла підводна гора Боуї.
Геологічні дослідження показують, що підніжжя гори Боуї утворилося менше мільйона років тому. Вершина підводної гори ще молодша і має ознаки активності 18 000 років тому. Через невелику глибину деякі геологи вважають, що підводна гора Боуї була активним вулканічним островом протягом останнього льодовикового періоду, під час якого рівень Світового океану був значно нижчим, ніж зараз.